# Mecodina cataloxia
Mecodina cataloxia là một loài bướm đêm trong họ Erebidae.